# Carta blanca
Carta blanca (Carte blanche) est un programme de la Radio Televisión Española (TVE), créé par Santiago Tabernero, écrit par María Carrión, Borja Echebarría et Paco Tomás, produit par Gloria Concostrina et émis par TVE 2 et TVE Internacional. Un invité y sélectionne un groupe d'autres invités pour des interviews et/ou des performances.
| Nombre | Date       | Invité(e) principal(e)   | Autres invité(e)s |
| 1.1    | 24-05-2006 | Elvira Lindo             | Juan Luis Arsuaga, Joan Albert Amargós, Concha Buika, Javier Cámara, Laura García Lorca, Alberto Iglesias, Miguel Poveda. |
| 1.2    | 01-06-2006 | Alejandro Jodorowsky     | Adanowsky, Marianne Costa, Alberto García-Alix, Beatriz Preciado, Àlex Rovira, Santiago Segura. |
| 1.3    | 08-06-2006 | Alaska                   | Arakis, Manu Arregui, Carles Congost, Tomás Crespo, La Terremoto de Alcorcón, Rafael Doctor, Ramón Fano, Topacio Fresh, Miguel Ángel Gaüeca, Roberta Marrero, La Prohibida, Sabrina Sabrok, Manuel Toledano, Laura Valor, Mario Vaquerizo, Álvaro Villarubia, John Waters, Carmen Xtravaganza.                                             |
| 1.4    | 15-06-2006 | Juan Tamariz             | |
| 1.5    | 22-06-2006 | Sergi Arola              | Amaya Arzuaga, Carlos Jean, Eduardo Noriega, Guillermo del Toro. |
| 2.1    | 21-09-2006 | Rafael Amargo            | María José Álvarez, Antonio Canales, María Carmona, Jacobo Conde, Patrick de Bana, Dnoe, Vanesa Gálvez, Jesús Rafael García, Ludovico Hombrabella, Antonio Jiménez Maya, Yolanda Jiménez, María la Coneja, Maite Maya, Rubén Olmo, Dani Pannullo, Esther Ponce, Flavio Rodrigues, María Victoria Rodríguez, José Sorderita, Miguel Vallés. |
| 2.2    | 28-09-2006 | Ray Loriga               | Marlango, Agustín Díaz Yanes, Christina Rosenvinge, Enrique Vila-Matas. |
| 2.3    | 05-10-2006 | Lucía Etxebarria         | Silvia Abascal, Chenoa, Silvia Grijalda, Marie-France Hirigoyen, Silvia Marsó, Ana María Matute, Celia Nzang Mba, Marta Sanz, Imma Turbau. |
| 2.4    | 12-10-2006 | Antonio Escohotado       | Javier Andreu, Luis Eduardo Aute, Bebe, José Luis Díez Ripollés, Joan Carles March, Albert Pla, Lluís Racionero. |
| 2.5    | 19-10-2006 | Isabel Coixet            | John Berger, Maria de Medeiros, Carlos Fuentes, Rodrigo Leão, Benedetta Tagliabue. |
| 2.6    | 26-10-2006 | Amparanoia               | Víctor Coyote, Tiken Jah Fakoly, Pitingo, Arianna Puello. |
| 2.7    | 02-11-2006 | David Trueba             | Accidents Polipoètics, John Carlin, Forges, Jabier Muguruza, Rob Riemen, Bebo Valdés. |
| 2.8    | 09-11-2006 | La Terremoto de Alcorcón | Asier Etxeandia, Mayra Gómez Kemp, Paco León, Merche Mar, The Chanclettes. |
| 2.9    | 16-11-2006 | Resumen                  | |